# Erateina appendicularia
Erateina appendicularia är en fjärilsart som beskrevs av Paul Dognin 1908. Erateina appendicularia ingår i släktet Erateina och familjen mätare. Inga underarter finns listade i Catalogue of Life.